# Euprosopia omei
Euprosopia omei är en tvåvingeart som beskrevs av Malloch 1931. Euprosopia omei ingår i släktet Euprosopia och familjen bredmunsflugor. Inga underarter finns listade i Catalogue of Life.